# 關雲娣
關雲娣（1977年1月2日—2011年5月4日×），瓜尔佳氏，父親為曾任中華民國考試院院长的关中，为电影制作人。
14歲時就出國留學，獲得美國俄亥俄州立大學數學和工程雙學位，於2000年再到紐約大學深造電影，次年又去倫敦国王学院进修兩年，執導的第一部短片《無法呼吸》就入圍柏林国际电影节。
關雲娣曾經在媒體專訪中坦承，為了拍電影，媽媽好幾年沒有跟她講話，那時候當服務生、接線生賺錢付學費，但還是不夠，甚至曾跟朋友舉債度日。曾有台灣企業家，因為她的父親是關中，便拿了300萬元給她拍片，但被父親逼著退給對方。關中告訴女兒，希望她以實力而非背景獲得賞識。
2010年3月28日，與中國大陸導演林哲樂結婚，育有一女。
2011年5月4日，在中國大陸上海市墜樓身亡。